# 알렉산드라 부르크하르트
알렉산드라 부르크하르트(Alexandra Burghardt, 1994년 4월 28일 ~ )는 독일의 단거리 달리기 및 봅슬레이 선수이다.

## 경력
10대 시절 부르크하르트는 단거리 달리기와 허들 두 종목에서 모두 활동했다. 400m 계주에서는 2011년 탈린에서 열린 유럽 주니어 선수권 대회에서 금메달을, 2012년 바르셀로나에서 열린 세계 주니어 선수권 대회에서 은메달을 획득했다.
2013년 피로 골절과 다른 건강 문제를 겪은 후, 부르크하르트는 허들을 포기하기로 결정했다.
2015년에는 프라하에서 열린 유럽 실내 선수권 대회에서 60m에서 아쉽게 결승에 진출하지 못했고, 탈린에서 열린 U23 유럽 선수권 대회에서는 100m에서 은메달을 획득했다. 2015년 베이징 세계 선수권 대회에서는 400m 계주에서 5위에 올랐다.
부르크하르트는 2020년 도쿄 하계 올림픽에서 400m 계주에 참가해 5위에 올랐다. 반년 뒤인 2022년 베이징 동계 올림픽 봅슬레이에 참가해 여자 2인승 경기에서 은메달을 획득했다. 2024년 파리 하계 올림픽 육상 400m 계주에서 동메달을 획득하며 하계 종목과 동계 종목에서 모두 올림픽 메달을 획득한 7번째 선수이자 사상 네 번째 여성 선수가 되었다.